# Giovanni Coppa
Giovanni Coppa (Alba, 9 november 1925 – Vaticaanstad, 16 mei 2016) was een Italiaans geestelijke en kardinaal van de Katholieke Kerk.
Coppa bezocht eerst het seminarie en studeerde vervolgens theologie aan de Katholieke Universiteit van het Heilig Hart in Milaan waar hij promoveerde op een kunsthistorisch onderwerp: de iconografie van de Heilige Drie-eenheid vanaf het begin tot de 14e eeuw. Hij werd op 2 januari 1949 priester gewijd en werkte vervolgens bij de Katholieke Actie. In 1952 trad hij in dienst van de Romeinse Curie bij de Apostolische Kanselarij. In 1958 werd hij overgeplaatst naar het staatssecretariaat van de Heilige Stoel.
Tijdens het Tweede Vaticaans Concilie was Coppa expert voor de Latijnse taal. In 1965 werd hij benoemd tot erekanunnik van het kapittel van de Sint-Pietersbasiliek. In deze periode schreef hij verschillende kerkhistorische werken en bijdragen voor L'Osservatore Romano. Hij bezorgde wetenschappelijke edities van Ambrosius' traktaten De Mysteriis (=over de sacramenten) en Expositio Evangelii secundum Lucam (=over het Lucasevangelie).
Op 1 december 1979 werd Coppa benoemd tot delegaat bij het staatssecretariaat, belast met de reprensentaties van de paus; hij werd tevens benoemd tot titulair aartsbisschop van Serta. In 1990 werd hij benoemd tot apostolisch nuntius voor Tsjecho-Slowakije en na de splitsing van dat land in 1993 voor Tsjechië (tot 2001) en Slowakije (tot 1994). Hij ging op 19 mei 2001 met emeritaat.
Coppa werd tijden het consistorie van 24 november 2007 kardinaal gecreëerd, met de rang van kardinaal-diaken. Zijn titeldiakonie werd de San Lino. Aangezien hij ten tijde van zijn creatie al ouder was dan tachtig jaar was hij niet meer stemgerechtigd voor een conclaaf. Zijn creatie moet vooral gezien worden als een eerbewijs.
Coppa overleed in 2016 op 90-jarige leeftijd.
- Bibliothèque nationale de France: cb144756194 (data)
- Gemeinsame Normdatei: 1089918046
- International Standard Name Identifier: 0000 0001 1763 231X
- Library of Congress Control Number: no2016133950
- Nationale Bibliotheek van Tsjechië: kpwa10474
- Nationale en Universitaire bibliotheek Zagreb: 000754880
- Nederlandse Thesaurus van Auteursnamen: 068670583
- Istituto Centrale per il Catalogo Unico: RAVV044603
- Système universitaire de documentation: 07631023X
- Virtual International Authority File: 51915846
- WorldCat: E39PBJfWWfrTbHfjwvGHGDMpT3